# ドン・レンデル
ドン・レンデル（Don Rendell、1926年3月4日 - 2015年10月20日）は、イングランド・プリムス出身のジャズ・サクソフォーン奏者。テナー・サクソフォーン、ソプラノ・サクソフォーン、クラリネット、フルートを演奏した。

## 略歴
初期にレスター・ヤング、スタン・ゲッツ、中期にソニー・ロリンズやジョン・コルトレーンの影響を受け、ハード・バップ奏法から後期はモーダルな奏法へと進んだ。
1950年代初頭からジョニー・ダンクワース、テッド・ヒース等のイギリスの名門ビッグ・バンドで活動。1961年にザ・ニュー・ドン・レンデル・クインテット名義で発表したアルバム『Roarin'』でグレアム・ボンドと共演。1963年にイギリスのトランペット奏者イアン・カーとドン・レンデル・イアン・カー・クインテットを結成、『シェイズ・オブ・ブルー』『ダスク・ファイア』等の作品を録音した。その後もニール・アードレイ等のアルバムに参加。リーダー・アルバムも数多く残している。

## ディスコグラフィ

### リーダー・アルバム
- Meet Don Rendell (1955年、Tempo)
- Playtime (1958年、Decca)
- 『ローリン』 - Roarin'  (1961年、Jazzland)
- 『シェイズ・オブ・ブルー』 - Shades of Blue (1965年、Columbia) ※with イアン・カー
- 『ダスク・ファイア』 - Dusk Fire (1966年、Columbia) ※with イアン・カー
- 『フェイズ・スリー』 - Phase III (1968年、Columbia) ※with イアン・カー
- 『チェンジ・イズ』 - Change Is (1969年、Columbia) ※with イアン・カー
- 『ライヴ』 - Live (1969年、Columbia) ※with イアン・カー
- 『ギリシャ変奏曲』 - Greek Variations & Other Aegean Exercises (1970年、Columbia) ※with イアン・カー、ニール・アードレイ
- Space Walk (1972年、Columbia)
- Live at the Avgarde Gallery Manchester (1975年、Spotlite) ※with ジョー・パリン
- Just Music (1976年、Spotlite) ※with バーバラ・トンプソン
- Earth Music (1979年、Spotlite)
- Time Presence (1988年、DR)
- If I Should Lose You (1992年、Spotlite)
- What Am I Here For? (1996年、Spotlite)
- Live in London (2003年、Harkit) ※with イアン・カー
- Phase III/Live (2004年、BGO) ※with イアン・カー
- Touch Links of Gold & A Portuguese Portrait (2004年、Spotlite)
- Original 1964-68 Recordings/Live from the Antibes Jazz Festival (2007年、Spotlite) ※with イアン・カー
- 『ライヴ・アット・ザ・ユニオン1966』 - Live at the Union 1966 (2010年、Reel Recordings) ※with イアン・カー
- Live at Klooks Kleek (2017年、Record Collector Magazine)

### 参加アルバム
ジョニー・ダンクワース
- Lifeline (1973年、Philips)
- Movies 'n' Me (1974年、RCA)
- A Lover and His Lass with Cleo Laine (1976年、Esquire)

マイケル・ガーリック
- A Jazz Cantata (1969年、Erase)
- Black Marigolds (1966年、Argo)
- The Heart Is a Lotus (1970年、Argo)
- Mr. Smith's Apocalypse (1971年、Argo)
- Home Stretch Blues (1972年、Argo)
- Troppo (1974年、Argo)
- Parting Is Such (1995年、Jazz Academy)
- Prelude to Heart Is a Lotus (2013年、Gearbox)

その他
- ニール・アードレイ : A Symphony of Amaranths (1972年、Regal Zonophone)
- ニール・アードレイ : On the Radio: BBC Sessions 1971 (2017年、Dusk Fire)
- Amancio D'Silva : Integration (1969年、Columbia)
- Amancio D'Silva : Konkan Dance (2006年、Vocalion)
- ケニー・グラハム : Presenting Kenny Graham (2008年、Vocalion)
- ジョー・ハリオット : Genius (2000年、Jazz Academy)
- テッド・ヒース : Our Kind of Jazz (1959年、Decca)
- Richard Hewson : Love Is... (1978年、Splash)
- Jutta Hipp : Leonard Feather Presents Cool Europe (1994年、Verve)
- Brian Priestley : Love You Gladly (1988年、Cadillac)
- Cyril Stapleton : All Time Big Band Hits (1959年、Richmond)
- スタン・トレイシー : The Latin-American Caper (1969年、Columbia)
- スタン・トレイシー : We Love You Madly (1969年、Columbia)
- Guy Warren : Afro-Jazz (1969年、Columbia)